# Morozivka, Barîșivka
Morozivka (în ucraineană Морозівка) este o comună în raionul Barîșivka, regiunea Kiev, Ucraina, formată numai din satul de reședință.

## Demografie
Componența lingvistică a comunei Morozivka
     Ucraineană (95,6%)
     Rusă (3,74%)
     Alte limbi (0,37%)
Conform recensământului din 2001, majoritatea populației comunei Morozivka era vorbitoare de ucraineană (95,6%), existând în minoritate și vorbitori de rusă (3,74%).